# Tachina palpalis
Tachina palpalis är en tvåvingeart som först beskrevs av Daniel William Coquillett 1902.  Tachina palpalis ingår i släktet Tachina och familjen parasitflugor.
Artens utbredningsområde är New Mexico. Inga underarter finns listade i Catalogue of Life.